# Sphaerospira mossmani
Sphaerospira mossmani är en snäckart som först beskrevs av Brazier 1875.  Sphaerospira mossmani ingår i släktet Sphaerospira och familjen Camaenidae. Inga underarter finns listade i Catalogue of Life.